# Lista de títulos das categorias de base do Coritiba Foot Ball Club

## Categorias de Base
O Coritiba em 2013 recebeu da Confederação Brasileira de Futebol (CBF), o certificado de Clube Formador, pelo reconhecimento como equipe formadora de atletas, consolindando as categorias do clube como uma das melhores do país.
Abaixo uma relação dos títulos e campanhas de destaque da base alviverde.

### Títulos
Campeão invicto
| HONRARIAS      | HONRARIAS                                 | HONRARIAS | HONRARIAS |
|                | Honra                                     | Títulos   | Temporadas |
| -------------- | ----------------------------------------- | --------- | --- |
|                | Certificado de Clube Formador (CBF)       | 1         | 2013 |
| INTERNACIONAIS |                                           |           | |
|                | Competição                                | Títulos   | Temporadas |
| Estados Unidos | Dallas Cup Sub-19                         | 2         | 2012 e 2015 |
| Itália         | Torneio Gradisca Sub-17                   | 2         | 2013 e 2014 |
| Brasil         | IberCup Sub-17                            | 1         | 2020 |
|                | EFIPAN Sub-13                             | 1         | 2015 |
| NACIONAIS      |                                           |           | |
|                | Competição                                | Títulos   | Temporadas |
| Brasil         | Copa do Brasil Sub-20                     | 1         | 2021 |
| Minas Gerais   | Taça Belo Horizonte Sub-20                | 1         | 2010 |
| Brasil         | Copa Votorantim Sub-15                    | 1         | 2012 |
| Brasil         | Alcans Cup Sub-14                         | 1         | 2024 |
| Brasil         | Campeonato Brasileiro Infantil            | 1         | 1991 |
| INTERESTADUAIS |                                           |           | |
|                | Competição                                | Títulos   | Temporadas |
| Minas Gerais   | Copa BH Tributtarium Sub-17               | 1         | 2019 |
| Santa Catarina | Copa Galo Sub-17                          | 1         | 2022 |
| Santa Catarina | BC Cup Sub-16                             | 1         | 2012 |
| Paraná         | MGF Cup Sub-16                            | 1         | 2021 |
| Paraná         | Copa Caio Júnior Sub-15                   | 1         | 2017 |
| Santa Catarina | Copa Limonta Vitória Grass Sub-15         | 1         | 2024 |
| Santa Catarina | Copa Limonta Sports Sub-15                | 1         | 2022 |
|                | Sul Brasileiro BGPRIME Sub-14             | 1         | 2024 |
| Santa Catarina | Copa Thermas de Itá Sub-13                | 1         | 2008 |
| Santa Catarina | Copa Sul-Americana de Garopaba Sub-11     | 1         | 2017 |
| São Paulo      | Copa Sul-Americana Alta Sorocabana Sub-11 | 1         | 2018 |
| ESTADUAIS      |                                           |           | |
|                | Competição                                | Títulos   | Temporadas |
| Paraná         | Campeonato Paranaense 2º Quadro           | 7         | 1919, 1924, 1927, 1928, 1929, 1930 e 1931 |
| Paraná         | Campeonato Paranaense de Médios           | 7         | 1931, 1933, 1935, 1936, 1937, 1938 e 1939 |
| Paraná         | Campeonato Paranaense de Aspirantes       | 11        | 1946, 1947, 1949, 1950, 1953, 1955, 1957, 1958, 1966, 1994 e 1995                                                                                           |
| Paraná         | Campeonato Paranaense de Juniores Sub-20  | 26        | 1932, 1934, 1935, 1936, 1946, 1947, 1949, 1950, 1952, 1953, 1954, 1955, 1957, 1959, 1960, 1971, 1972, 1973, 1989, 1999, 2003, 2009, 2012, 2013, 2022 e 2023 |
| Paraná         | Campeonato Paranaense de Juniores Sub-19  | 6         | 1989, 1999, 2003, 2009, 2012 e 2018 |
| Paraná         | Campeonato Paranaense de Juniores Sub-18  | 1         | 2013 |
| Paraná         | Campeonato Paranaense de Juvenis Sub-17   | 6         | 1983, 1984, 1992, 1999, 2009 e 2013 |
| Paraná         | Campeonato Paranaense de Juvenis Sub-16   | 1         | 2023 |
| Paraná         | Campeonato Paranaense Infantil Sub-15     | 6         | 2010, 2012, 2016, 2018, 2023 e 2025 |
| Paraná         | Campeonato Paranaense Mirim Sub-14        | 2         | 2008 e 2023 |
| Paraná         | Campeonato Paranaense Pré-Mirim Sub-12    | 1         | 2009 |
| Paraná         | Copa FPF (COPA 16) Sub-16                 | 1         | 2019 |
| Paraná         | Copa FPF (COPA 14) Sub-14                 | 1         | 2019 |
| Paraná         | NoroesteCup Sub-11                        | 1         | 2023 |
| Paraná         | Copa Federação de Base Sub-9              | 1         | 2025 |
| MUNICIPAIS     |                                           |           | |
|                | Competição                                | Títulos   | Temporadas |
|                | Copa Tribuna (Juvenil / Juniores)         | 13        | 1959, 1960, 1963, 1966, 1970, 1972, 1973, 1974, 1976, 1979, 1980, 1981 e 1995                                                                               |
|                | Copa Albenir Amatuzzi Sub-20              | 1         | 1993 |
|                | Life Cup Sub-18                           | 1         | 2021 |
|                | Campeonato Metropolitano Sub-17           | 3         | 1980, 2000 e 2002 |
|                | Copa Coritiba Sub-16                      | 1         | 2015 |
|                | Life Cup Sub-16                           | 2         | 2021 e 2022 |
|                | Campeonato Metropolitano Sub-15           | 1         | 2008 |
|                | Campeonato Metropolitano Sub-14           | 2         | 2009 e 2010 |
|                | Copa Coritiba Sub-14                      | 1         | 2015 |
|                | Life Cup Sub-14                           | 1         | 2021 |
|                | Campeonato Metropolitano Sub-13           | 5         | 2012, 2013, 2014, 2015 e 2016 |
|                | Taça Curitiba Sub-13                      | 1         | 2023 |
|                | Copa Curitiba Sub-13                      | 1         | 2012 |
|                | Taça Curitiba Sub-12                      | 1         | 2022 |
|                | Campeonato Metropolitano Sub-12           | 1         | 2008 |
|                | Campeonato Metropolitano Sub-11           | 3         | 2012, 2013 e 2015 |
|                | Copa Curitiba Sub-11                      | 1         | 2012 |
|                | Taça Curitiba Sub-11                      | 2         | 2018 e 2024 |
|                | Copa CWB Sub-9                            | 1         | 2019 |
| TOTAL          |                                           |           | |
|                | Conquistas                                | Títulos   | Categorias |
|                | Títulos oficiais                          | 142       | 6 Internacionais, 5 Nacionais, 11 Interestaduais 78 Estaduais e 42 Municipais                                                                               |

### Campanhas de destaque
| Coritiba Foot Ball Club      | Coritiba Foot Ball Club | Coritiba Foot Ball Club | Coritiba Foot Ball Club | Coritiba Foot Ball Club    |
| Torneio                      | Campeão                 | Vice-campeão            | Terceiro colocado       | Quarto colocado            |
| ---------------------------- | ----------------------- | ----------------------- | ----------------------- | -------------------------- |
| Dallas Cup Sub-19            | 2 (2012, 2015)          | Não possui              | 2 (2014, 2017)          | Não possui                 |
| Torneio Gradisca Sub-17      | 2 (2013, 2014)          | 1 (2015)                | Não possui              | Não possui                 |
| Copa Santiago Sub-17         | Não possui              | 1 (2018)                | Não possui              | Não possui                 |
| EFIPAN Sub-13                | 1 (2015)                | Não possui              | Não possui              | 4 (2003, 2006, 2013, 2022) |
| Campeonato Brasileiro Sub-23 | Não possui              | Não possui              | Não possui              | 1 (2018)                   |
| Campeonato Brasileiro Sub-20 | Não possui              | 1 (2017)                | Não possui              | 1 (2016)                   |
| Copa do Brasil Sub-20        | 1 (2021)                | Não possui              | Não possui              | Não possui                 |
| Supercopa do Brasil Sub-20   | Não possui              | 1 (2021)                | —                       | —                          |
| Copa São Paulo Sub-20        | Não possui              | Não possui              | 1 (2012)                | 1 (2004)                   |
| Taça Belo Horizonte Sub-20   | 1 (2010)                | Não possui              | Não possui              | Não possui                 |
| Copa RS Sub-20               | Não possui              | Não possui              | Não possui              | 2 (2011, 2012)             |
| Copa Nacional Sub-17         | Não possui              | Não possui              | 1 (2010)                | Não possui                 |
| Copa do Brasil Sub-15        | Não possui              | Não possui              | 2 (2004, 2012)          | Não possui                 |
| Copa Votorantim Sub-15       | 1 (2012)                | 1 (2016)                | 1 (1998)                | 1 (1999)                   |